# دالاس هود
دالاس هود (بالإنجليزية: Dallas Hood)‏ هو لاعب دوري الرغبي أسترالي، ولد في 11 ديسمبر 1977.